# Ukraine-Air-Alliance-Flug 4050
Auf dem Ukraine-Air-Alliance-Flug 4050 (Flugnummer  ICAO: UKL4050, Funkrufzeichen: UKRAINE ALLIANCE 4050) verunglückte am 4. Oktober 2019 eine auf dem Flughafen Vigo gestartete Antonow An-12WK, die sich auf einem Flug zum Flughafen Istanbul mit einem planmäßigen Zwischenstopp auf dem Flughafen Lwiw befand, kurz vor der Zwischenlandung in Lwiw. Bei dem Unfall kamen fünf der acht Personen an Bord der Maschine ums Leben.

## Maschine
Bei dem auf dem Flug eingesetzten Flugzeug handelte es sich um eine Antonow An-12WK aus sowjetischer Produktion, die ihren Erstflug im Jahr 1968 absolviert hatte. Die Maschine trug die Werknummer 00347607. Die Maschine trug seit ihrer Inbetriebnahme das sowjetische Luftfahrzeugkennzeichen 87. Das Flugzeug wurde an die Sowjetische Luftwaffe erstausgeliefert. Die neu gegründete Air Ukraine übernahm die Maschine im Jahr 1993 und betrieb diese mit dem neuen Kennzeichen UR-11314. Am 31. Mai 1995 übernahm die Lviv Airlines die Maschine. Im Jahr 2000 war die Maschine an die moldauische Aeronord verleast, im Jahr 2002 an die Jupiter Airlines aus den Vereinigten Arabischen Emiraten. Ab dem 12. Dezember 2006 betrieb wieder die moldauische Aeronord die Maschine, diesmal unter dem moldauischen Kennzeichen ER-AXX. Im Juli 2007 übernahm die Poltava Universal Avia, die später in Meridian Avia Agro umfirmiert wurde, die Maschine, welche in diesem Zuge ihr letztes Luftfahrzeugkennzeichen UR-CAH erhielt. Ab dem 27. Februar 2012 betrieb die Ukraine Air Alliance die Antonow. Das viermotorige Transportflugzeug war mit vier Turboprop-Triebwerken des Typs Iwtschenko AI-20M ausgestattet. Zum Zeitpunkt des Unfalls hatte die Maschine eine kumulierte Gesamtbetriebsleistung von 12.922 Betriebsstunden, die auf 6.616 Starts und Landungen entfielen.

## Insassen
Es befand sich eine fünfköpfige Besatzung an Bord der Maschine, außerdem flogen drei Passagiere mit.
- Der 46-jährige Flugkapitän (* 8. November 1972), der auf der Militärluftfahrtakademie in Charkiw seine Pilotenausbildung absolviert hatte, verfügte über 6.750 Stunden und 35 Minuten Flugerfahrung, von denen er den Großteil, nämlich 6.570 Stunden und 15 Minuten, im Cockpit der Antonow An-12 absolviert hatte.
- Der 64-jährige Erste Offizier (* 13. September 1955) hatte seine Pilotenausbildung an der Hochschule für Zivilluftfahrt in Aqtöbe absolviert. Er verfügte über 14.670 Stunden und 20 Minuten Flugerfahrung, wovon er 9.620 Stunden und 45 Minuten im Cockpit der Antonow An-12 abgeleistet hatte.
- Der 56-jährige Navigator (* 14. Mai 1963) war ein Absolvent der Hochschule für Zivilluftfahrt in Kirowohrad. Er verfügte über 13.385 Stunden und 25 Minuten Flugerfahrung, wovon er 6.280 Stunden und 15 Minuten im Cockpit der Antonow An-12 absolviert hatte.
- Der 52-jährige Flugingenieur (* 25. Juli 1967) hatte seine Pilotenausbildung an der Hochschule für Militärluftfahrt in Riga absolviert. Er verfügte über 11.950 Stunden und 15 Minuten Flugerfahrung, die er vollumfänglich im Cockpit der Antonow An-12 absolviert hatte.
- Der 55-jährige Bordfunker (* 28. Oktober 1963) war in Kansk ausgebildet worden. Seine Flugerfahrung belief sich auf 9.350 Stunden und 10 Minuten, wovon 2.150 Stunden und 45 Minuten auf die Antonow An-12 entfielen.

## Unfallhergang

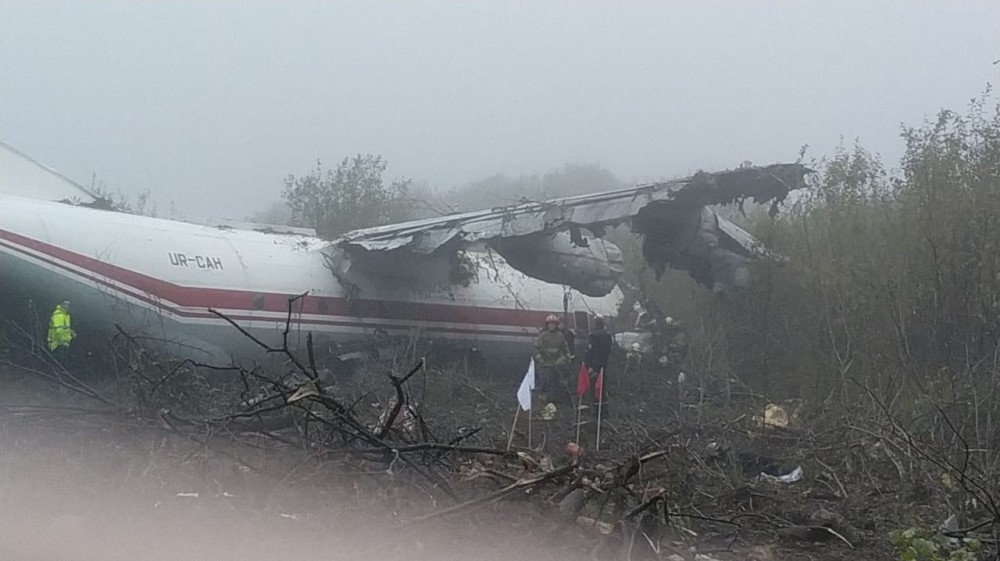
Wrack des Flugzeugs

Die Maschine startete um 00:20 Uhr Ortszeit in Vigo zu einem Frachtflug nach Istanbul, wobei ein planmäßiger Zwischenstopp in Lwiw eingelegt werden sollte. Die Fracht bestand aus 13.000 kg Fahrzeugbauteilen, die für die Automobilindustrie in Bursa vorgesehen waren. Um 06:20 Uhr Ortszeit flog die Maschine in den ukrainischen Luftraum ein. Die Besatzung hörte die ATIS-Frequenz ab, um sich nach dem neuesten Wetterbericht zu erkundigen. Die Sicht am Flughafen war schlecht, die Landebahn 31 wurde für ILS-Anflüge genutzt. Aufgrund von dichtem Nebel waren die Sichtweiten auf 150 Meter reduziert, wobei die vertikale Sichtweite 50 Meter betrug. Um 06:40 Uhr meldete die Besatzung, dass sie das Signal des Localizers empfangen habe. Der Fluglotse teilte den Piloten mit, dass sich die Sichtweite auf 800 Meter erhöht habe, bei einer vertikalen Sichtweite von 60 Metern. Nachdem die Landefreigabe erteilt wurde, sank die Maschine deutlich unter den Gleitpfad. Als die Maschine noch 3,3 Kilometer von der Landebahn entfernt war, war sie bereits auf eine Flughöhe von 100 Metern gesunken. In einer Höhe von 60 Metern signalisierte ein akustisches Warnsignal, dass die Entscheidungshöhe erreicht worden war, wobei kein Besatzungsmitglied auf diese Warnung reagierte. Die Maschine kollidierte in einer Entfernung von 1.359 Metern zur Landebahn in einer Höhe von 5 bis 7 Metern mit Bäumen und stürzte zu Boden. Alle fünf Besatzungsmitglieder kamen ums Leben, die drei Passagiere überlebten.

## Ursache
Der Abschlussbericht wurde Anfang Oktober 2021 veröffentlicht. Die Unfallermittler führten den Unfall auf eine erhebliche Übermüdung der Besatzung zurück. Aufgrund dieser Übermüdung habe die Besatzung die Maschine unbewusst unter den Gleitpfad absinken lassen. Als beitragender Faktor wurde ein sehr niedriger Kraftstoffvorrat angegeben. Dies war dem Umstand geschuldet, dass die Maschine beim Start vermutlich überladen gewesen war und somit während des Fluges einen erhöhten Treibstoffverbrauch aufwies, sodass es in der Endphase des Fluges aufgrund der geringen Treibstoffreserven für die Besatzung nicht mehr möglich war, zum Flughafen Boryspil auszuweichen.